# Battle Programmer Shirase
Battle Programmer Shirase (BPS バトルプログラマーシラセ), é uma série de TV no estilo anime, que foi exibido pela primeira vez em 2003 e foi produzido pela Anime International Company (AIC).
A história de BPS acontece ao redor do programador freelancer chamado Akira Shirase. Ele é um programador muito talentoso e misterioso. Por causa de suas incríveis habilidades, ele é contactado por diversos indivíduos, todos com posições influentes na economia ou na política, para fazer todo tipo de trabalho relacionado a computadores, incluindo hackeamento e segurança de sistemas. Ele é uma pessoa muito quieta e que vive sozinho num pequeno apartamento próximo à casa de sua sobrinha.

## Episódios
Todos episódios que serão listados a seguir são divididos em três partes dando assim o total de 15 episódios
1. Aparece o BPS! Modo E VS o supercomputador, que foi convidado pelo rei americano! (登場のBPS! イ-mode VS スーパーコンピューター アメリカ王も登場!, Tōjō no BPS! I-mode VS sūpā konpyūtā amerika-ō mo tōjō!)
2. O BPS ardente! Na escola à beira mar em trajes de banho é divertido, mas perigoso, a crise de Misao-chan! (熱風のBPS! スクール水着な臨海学校は甘く危険で美紗緒ちゃん危機一髪!, Neppū no BPS! Sukūru mizugina rinkai gakkō wa amaku kikende Misao itoguchi-chan kikiippatsu!)
3. BPS em perigo! A grande programadora vai a escola primária? (危うしのBPS! 凄腕女プログラマーは、小学生!?, Ayaushi no BPS! Sugoude on'na puroguramā wa, shōgakusei!?)
4. Aposentadoria? BPS! O oposto de vaidade, entrevista de casamento com Sae-sensei (寿引退? BPS! 色即是空のお見合い相手は紗英先生, Kotobuki intai? BPS! Shikisokuzekū no o miai aite wa Sae sensei)
5. O BPS perplexo! Uma espiã? A armadilha doce o bom dia, a partida, o sequestro e a prisão! (惑いのBPS! 女スパイ? の甘い罠 いい日旅立ち拉致監禁, Madoi no BPS! On'na supai? No amai wana ii hi tabidachi rachi kankin)

## Personagens
Akira Shirase (白瀬慧, voz: Nakai Kazuya)
O protagonista da história. Akira é um profundo conhecedor de computadores, e é conhecido no submundo da informática como o "Battle Programmer Shirase", recebendo o apelido de BPS. Suas habilidades vão além do conhecimento de programação, envolvendo também a habilidade de hackear satélites com seu celular, adulterar a fiação elétrica a partir de um notebook e outros feitos. Ele possui um complexo de loli.
Misao Amano (天野美紗緒, voz: Fukuen Misato)
Misao é a sobrinha de Akira. Ela é uma garota muito tímida e que adora passar seu tempo com Akira, o qual ela chama de onii-chan, uma forma mais próxima de chamar alguém mais velho no Japão. Ela se preocupa muito com ele e é comum que ela cozinhe para ele. Misao tem o costume de dizer mau-mau, expressão que não tem significado por si só.
Misao divide o nome e a imagem da protagonista da série animada de TV Mahō Shōjo Puriti Samī. Não se é conclusivo se a intenção era parodiar, ou de criar uma continuação à participação da personagem.

## Música
São duas as músicas temas usadas nessa série. O tema de abertura (OP) é intitulado "Suddenly", e foi feita por Naomi Amagata. O tema de encerramento (ED) é "Pure Enough" e foi feita por Yuki Matsuura.

## Curiosidades
O último episódio do show deu um passo não usual de explicidade ao agradecer não apenas aos telespectadores japoneses mas também para aqueles da comunidade de fansubs: Os agradecimentos foram para "aqueles que viram o show na TV, e para todos aqueles foras da área de distribuição que tomaram medidas especiais para assistir o show no monitor de seus PCs, e para todos aqueles que o assistiram com subtítulos feitos além-mar sem permissão".